# ЮМЗ (трактор)

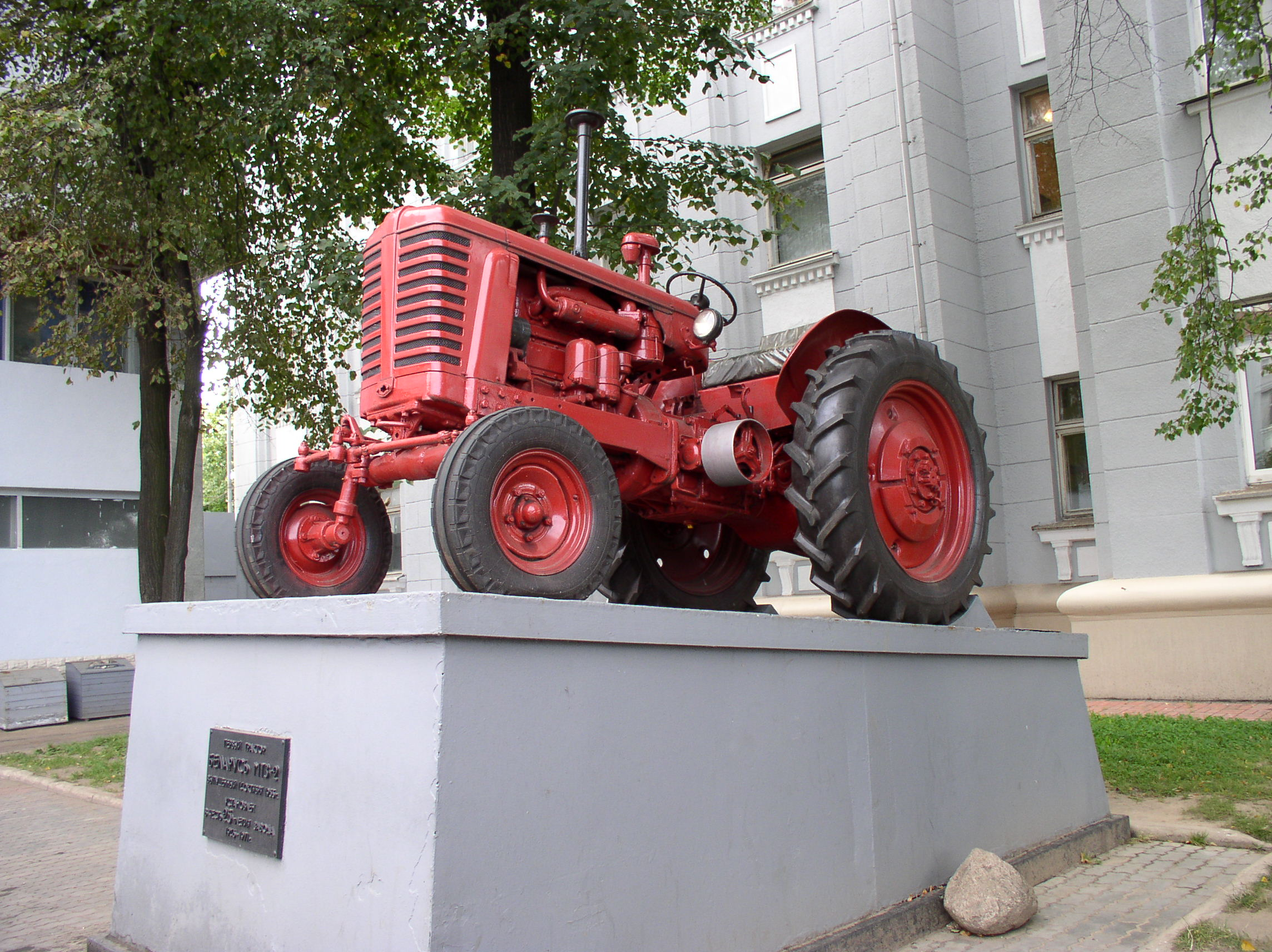
Пам'ятний знак трактор МТЗ-2

У 1944 році, коли територія СРСР вже майже звільнилася від військ вермахту, керівництвом країни було прийнято рішення про будівництво нових автомобільних і автоскладальних заводів в Кутаїсі, Дніпропетровську, Одесі, Новосибірську та Іркутську.

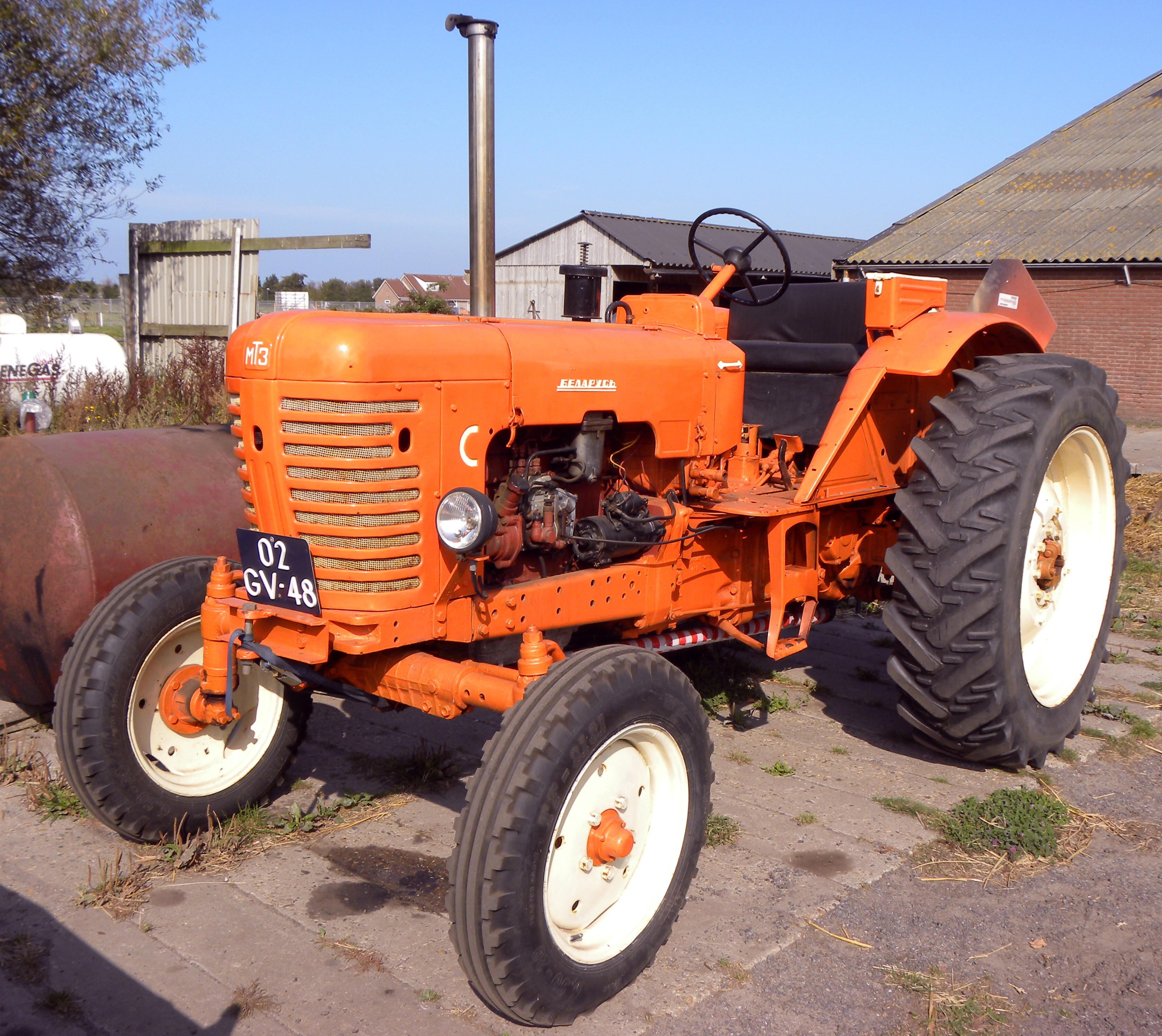
МТЗ-5 помаранчевого пофарбування (досить рідкісного)

## ІсторіяДАЗ
Після звільнення Дніпропетровська, 21 липня 1944 р., Державний комітет оборони (ДКО) прийняв постанову про будівництво тут нового автомобільного заводу. 
На ДАЗі спочатку планували налагодити випуск  ГАЗ-51. Згідно цих планів і проводилися перші кадрові призначення. Так головним конструктором ДАЗа став відомий в СРСР конструктор автомобілів Грачов Віталій Андрійович. Але в липні 1945 року рішення змінили на користь ЗІС-150.
Історія ДАЗ як автомобільного заводу в Україні бере початок від грудня 1946 року, коли заводські цехи покинули випущені тут перші  два ЗІС-5. Зібрані вони були Заводом допоміжного обладнання при ДАЗ.
Як автомобільний завод, ДАЗ пропрацював до травня 1951 року. Крутий поворот у його історії був обумовлений переходом від випуску автомобілів до випуску балістичних ракет конструкції Сергія Корольова. Себто, цивільний автозавод ставав «абонентською скринькою».
До моменту перепрофілювання на автозаводі було випущено більш як 2000 одиниць автомобільної техніки (вантажівки, автокрани, тягачі, самоскиди, автонавантажувачі; навіть розроблявся автомобіль-амфібія, який пізніше пішов у серійне виробництво для потреб міністерства оборони під маркою БАЗ).
Проте, керуючись Постановою Ради Міністрів СРСР від 09 травня 1951 року про перепрофілювання заводу на випуск ракетної техніки, до вересня 1951 року виробництво автомобільної техніки було повністю згорнуто.

## У складі об'єднанняПівденмаш
Кожен закритий військовий завод Радянського Союзу мав свою легенду. Чи не основною складовою легенди був випуск «ширпотребу»  Таким «ширпотребом» для Південмаша  стало виробництво абсолютно мирної продукції — колісних тракторів загального призначення, випуск яких на момент необхідності «прикриття» вже був повністю налагодженим на Мінському тракторному заводі в БРСР.
Початком «тракторної історії» Південмаша вважається грудень 1953 року. У цьому місяці в Дніпропетровську розпочалося збирання МТЗ-2 із білоруських комплектуючих.
Випуск тракторів на Південмаші вирішувало ряд нагальних проблем
- Легенда прикриття основного ракетного виробництва
- Рівномірне завантаження потужностей виробництва
- Перерозподіл завантаженості з одного Мінського на два тракторних заводи
- Насиченість внутрішнього ринку тракторами загального призначення, що здатні у рівній мірі вирішувати проблеми як агропромкоплексу в орних тракторах, так і будівельної індустрії в тракторах під різноманітне навісне обладнання (бульдозерне, екскаваторне, фронтальний навантажувач, поливні системи, тягач, тощо).

### МТЗ-2
МТЗ-2 — колісний універсально-просапний трактор, що вироблявся Південним машинобудівним заводом з 1954 по 1958 рік та  Мінським тракторним заводом  з 1954 по 1958 рік. Перший масовий радянський колісний універсально-просапний трактор на пневматичних шинах. Потужність двигуна 27,2 кВт (37 к.с.), Конструктивна маса трактора 3250 кг, максимальна швидкість 3,78 м/с (13 км/год), число передач переднього ходу 5, заднього - 1, питома витрата палива 299,2 г/(кВт·год). Трактор не оснащувався кабіною. Мав можливість агрегатування  з 19 причепними та навісними агрегатами різного призначення.

### МТЗ-5
Із урахуванням конструктивних недоліків МТЗ-2 сумісними зусиллями фахівців МТЗ та ЮМЗ обидва заводи до 1957 року перейшли на випуск МТЗ-5.
МТЗ-5 — колісний трактор загального призначення, що вироблявся Мінським тракторним заводом з 1957 по 1962 рік. і Південним машинобудівним заводом з 1958 по 1972 рік.
Всього було виготовлено 644000 тракторів.
Трактори Південного машинобудівного заводу спочатку також випускалися під маркою МТЗ-5, але пізніше отримали свою марку ЮМЗ-5 зберігши торгову назва «Білорусь».
Особливістю цього трактора було те, що він мав модифікації МТЗ-5 ЛС та МТЗ-7 МС. Тут літерами Л і М позначалися модифікації, що вирізнялися способом запуску дизеля і системою електрообладнання: Л — пусковим двигуном, електрообладнання змінного струму; М — електростартером, електрообладнання постійного струму. Літерою З позначалася модифікація з закритою кабіною. Ці  трактори (МТЗ-5МС і МТЗ-5ЛС) для роботи у важких ґрунтових умовах могли обладнуватися напівгусеничним ходом. Літера С означала у марці модифікації Швидкісний (рос. скоростной)
Особливістю перших моделей тракторів була їх 100% агрегатна взаємозамінність між МТЗ та ЮМЗ.

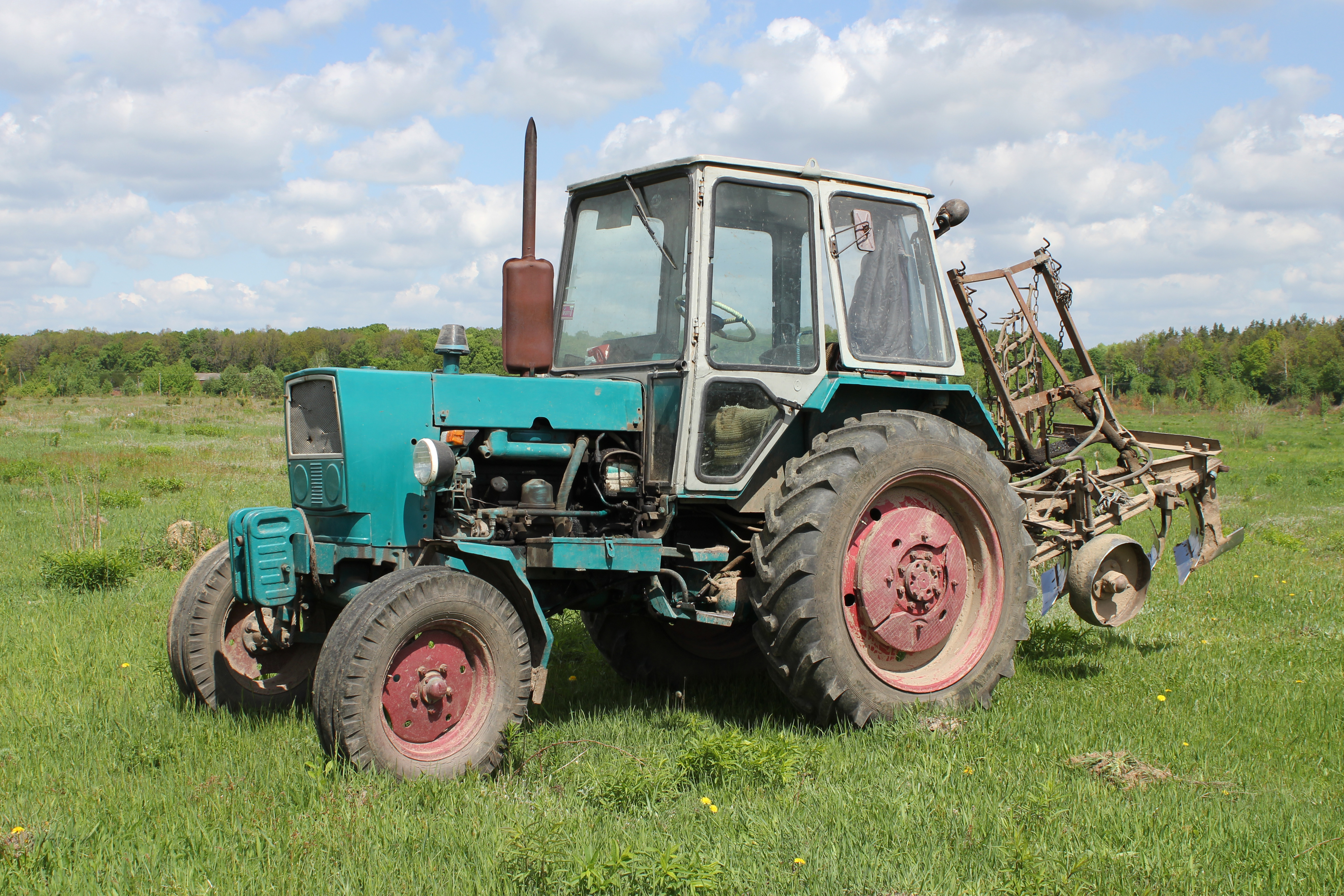
Вперше під власним суббрендом: ЮМЗ-6

## Під власним брендом
Під брендом ЮМЗ продукція ЮМЗ почала виходити лише з кінця 1970-х років. При чому, на відміну від мінських колег, які постійно ускладнювали конструкції своїх нових модифікацій, дніпропетровці пішли методом виробництва вузлів, які б найпростіше ремонтувалися у незаводських умовах. Якість деталей, що випускалася на військовому заводі (із своїми держ- та військприйманням) дозволила дніпропетровським машинам навіть раніше за білоруських отримати Знак якості СРСР, визнання як найкращої машини року, тощо. Механізатори полюбили ці машини за простоту в ремонті, чималі міжремонтні ресурси, надійність за будь-яких погодних умов .

### ЮМЗ-6
Першим власне Дніпропетровським трактором, без огляду на продукцію МТЗ, можна вважати ЮМЗ-6, що вийшов з конвеєра у 1971 році .
ЮМЗ-6 - марка серії універсальних колісних тракторів сільськогосподарського та промислового призначення, що випускалися Південним машинобудівним заводом з 1970 року до сьогодні в декількох різних модифікаціях, що відрізняються одна від одної.
Трактор ЮМЗ-6 створений на базі трактора МТЗ-5, що випускався на Південному машинобудівному заводі з 1958 року. Ця модель  в більшій мірі зберегла спадкоємність конструкції трактора МТЗ-5, аніж МТЗ-50.

## Відмінності дніпропетровських та мінських машин
| Вузол                          | МТЗ-50 (МТЗ-80)                                                                | ЮМЗ-6                                  |
| ------------------------------ | ------------------------------------------------------------------------------ | -------------------------------------- |
| Передній міст                  | Портальний, з телескопічною пружинною підвіскою коліс                          | Портальний з жорсткою підвіскою коліс  |
| Муфта зчеплення                | однопоточна                                                                    | двопоточна                             |
| Управління КПП і редуктором    | Двома важелями                                                                 | Одним важелем                          |
| Привід ВОМ                     | Перемикається: двошвидкісний незалежний або синхронний                         | Двохшвидкісний напівнезалежний         |
| Гідронавісна система           | Роздільно-агрегатна з автоматичним регулюванням глибини оранки і зчіпного ваги | Роздільно-агрегатна без автоматизації  |
| Регулювання колії задніх коліс | Плавне                                                                         | Плавне                                 |
| Рульова колонка                | Нерегульована (для МТЗ-80 регульована по висоті і куту установки)              | Регульована по висоті і куту установки |

Наприкінці 1970-х років трактори на ЮМЗ пройшли глибоку модернізацію, в ході якої кабіна була перероблена повністю. За зовнішнім виглядом ці трактори вирізняються більш "квадратним" капотом із напівсітковим радіатором замість напівкруглого із виштампувками, як раніше на МТЗ-5.
Не дивлячись на надання у 1983 році доповнення до найменування заводу імені Л.І.Брєжнєва, на маркуванні продукції таке нововведення не відбилося ніяк.
Наступні модифікації ЮМЗ-6 (-Л, -М, -АКЛ, -АМ, -АЛ) виходили з заводу всі із посиленими стійками, збільшеною площею засклення кабіни і сітчастими радіаторами. Це збільшувало зручність роботи тракториста, особливо операції по зміні навісного обладнання, обробки рядків, бульдозерно-екскаваторні роботи.
З 1985 р. по 1990 р. випускалися моделі під позначенням ЮМЗ-6кл, які, починаючи з 1991 року по 2001 рік, маркували ЮМЗ-6АКЛ\АКМ. У моделі пострадянського часу додали розроблені Південним машинобудівним заводом автоматичні пристрої керування гідравлічною системою, а літера «к» вказувала на модернізовану кабіну збільшеного розміру  .
Повнопривідні модифікації (ЮМЗ-611КЛН/КЛМ) були розроблені заводом ще в 1986 році. Проте, завадою для їх випуску у ті роки стала нестача надійних передніх мостів. До 1991 року заводчани налагодили випуск таких мостів на власному заводі, і моделі пішли в серію.
До початку 2000-х років всі зусилля заводчан були направлені на модернізацію своєї продукції. Конструктори працювали над розробкою нової лінійки моделей. Так званих 800-ї та 8000-ї серій. На трактори цих серій спочатку планувалося ставити російський 800-сильний дизель Рибінського заводу. Проте, в серію трактори пішли з європейськими двигунами, такими, як  Deutz BFM1013-E, IVECO 8045/25.850.

## ЮМЗ-8040

ЮМЗ-8080

Універсальний колісний трактор потужністю 80 к. с. з передньою віссю арочного типу. 
Технічні особливості моделі
- - 	 механічна 9-ти швидкісна коробка передач;
- -	 робоча швидкість – від 1,52 до 11,0 км/г, транспортна швидкість до 33,08 км/г;
- -	 система автоматичного регулювання глибини обробки ґрунту.

Галузь застосування
- - 	 сільське господарство (підготовка ґрунту при посіві, обробці та збиранні врожаю просапних культур у складі широкозахватних одноопераційних і комбінованих агрегатів, а також для транспортування продукції до місця складування);
- - 	 комунальне господарство;
- - 	 лісове господарство;
- - 	 будівництво;
- - 	 промисловість.

Можливість установки на трактор обладнання спеціального призначення зі змінними робочими органами робить його універсальною дорожньо-будівельною і землерийною машиною в ролі екскаватора, бульдозера, навантажувача. 
Трактори марки ПМЗ можуть експлуатуватися в зонах з помірним і тропічним кліматом.

## ЮМЗ-8085, ЮМЗ-8285

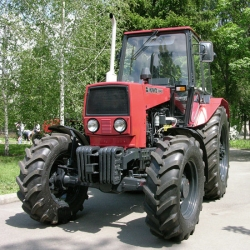
ЮМЗ-8244

Універсально-просапні трактори ЮМЗ-8085, ЮМЗ-8285 колісної формули 4х2 і 4х4 (повнопривідна) відповідно, призначені для виконання просапних, транспортних та інших сільськогосподарських робіт в агрегаті з навісними, напівнавісними і причіпними машинами і знаряддями.
Трактор експлуатується більш ніж з 280-ю різними сільськогосподарськими машинами і знаряддями, включаючи роботу з такими енергоємними споживачами, як агрегатування і робота з бурякоприбиральною, кукурудзозбиральною, картоплезбиральною та іншою сільськогосподарською технікою, що вимагає великих потужностей.
Крім того трактор може використовуватися на будівельних, лісогосподарських, меліоративних, комунальних та інших спецроботах.
Трактор обладнаний сучасним дизелем 8045.25.852 виробництва ЗАТ "ІВЕКО-МОТОР СІЧ", що має
- - сучасну паливну апаратуру фірми "БОШ"(Німеччина) і "ГАРРЕТ"(Англія), що забезпечує питома витрата палива при споживчої потужності 168 г/к. с. годину;
- - механізм екстреної зупинки двигуна;
- - системи забезпечують пуск двигуна при температурі до мінус 30 °C ;
- - викид шкідливих речовин в атмосферу не перевищує норм ЄВРО-1

## Підсумки
- Насиченість ринку тракторів, у тому числі таких відомих моделей, як John Deere, Case, New Holland, Claas,— з одного боку утруднює вихід на цей ринок вітчизняного виробника, але з іншого ставить перед ним високу планку, нижче якої неможливо опускати якість своєї продукції.
- Південмаш зі своїми військово-космічними традиціями здатен випускати конкурентно-спроможну продукцію і забезпечити потреби найвибагливішого споживача.